# Scaphytopius flavifrons
Scaphytopius flavifrons är en insektsart som beskrevs av Hepner 1946. Scaphytopius flavifrons ingår i släktet Scaphytopius och familjen dvärgstritar. Inga underarter finns listade i Catalogue of Life.